# Bufo pisinnus
Bufo pisinnus là một loài cóc thuộc họ Bufonidae.
Đây là loài đặc hữu của México.
Môi trường sống tự nhiên của chúng là đồng cỏ nhiệt đới hoặc cận nhiệt đới vùng ngập nước hoặc lụt theo mùa.
Chúng hiện đang bị đe dọa vì mất nơi sống.